# Kensuke Tsukuda
Kensuke Tsukuda (佃 賢典 Tsukuda Kensuke?,  nacido el 28 de junio de 1977 en Shizuoka) es un exfutbolista japonés. Jugaba de defensa y su último club fue el Júbilo Iwata de Japón.

## Trayectoria

### Clubes
| Club         | País  | Año         |
| ------------ | ----- | ----------- |
| Júbilo Iwata | Japón | 1996 - 1998 |

## Palmarés

### Títulos nacionales
| Título         | Club         | País  | Año  |
| -------------- | ------------ | ----- | ---- |
| J1 League      | Júbilo Iwata | Japón | 1997 |
| Copa J. League | Júbilo Iwata | Japón | 1998 |